# نووی سوسادی‌باش
نووی سوسادی‌باش (انگلیسی: Novy Susadybash) یک شهرک در شهرستان یانائولسکی استان باشقیرستان کشور روسیه است.